# 泉佐野郵便局
泉佐野郵便局（いずみさのゆうびんきょく）は、大阪府泉佐野市にある郵便局。民営化前の分類では集配普通郵便局であった。

## 概要
住所：〒598-8799 大阪府泉佐野市上町2-8-45

### 分室
分室はなし。かつて存在した分室は以下のとおり。
- 関西空港分室 (41008A) - 関西国際空港第1ターミナルビル2階に設置。取扱は郵便関連業務のみ。2021年（令和3年）3月20日に廃止された。

## 沿革
- 1876年（明治9年） - 佐野郵便局（五等）として開設[1]。
- 1885年（明治18年）5月1日 - 貯金取扱を開始[1]。
- 1888年（明治21年）5月16日 - 為替取扱を開始[1]。
- 1897年（明治30年）8月1日 - 佐野郵便電信局（三等）となる[2]。
- 1903年（明治36年）4月1日 - 通信官署官制の施行に伴い佐野郵便局（三等）となる[3]。
- 1942年（昭和17年）3月21日 - 特定郵便局から普通郵便局に局種別改定[4]、和泉佐野郵便局に改称[5]。田尻郵便局から集配業務を移管[6]。
- 1948年（昭和23年）7月1日 - 泉佐野郵便局に改称[7]。
- 1954年（昭和29年）11月22日 - 泉佐野市若宮町から同市大宮町に移転。
- 1980年（昭和55年）4月14日 - 泉佐野市大宮町から、同市上町に局舎を新築、移転するとともに、和文電報受付および電話通話事務の取扱を開始。
- 1991年（平成3年）10月1日 - 外国通貨の両替および旅行小切手の売買に関する業務取扱を開始。
- 2007年（平成19年）10月1日 - 民営化に伴い、併設された郵便事業泉佐野支店に一部業務を移管。
- 2012年（平成24年）3月31日 - 関西空港ターミナルビル内郵便局を当局の分室へ局種変更[8]。
- 2012年（平成24年）10月1日 - 日本郵便株式会社発足に伴い、郵便事業泉佐野支店を泉佐野郵便局に統合。
- 2021年（令和3年）3月20日 - 関西空港分室を廃止[9]。

## 取扱内容
- 郵便、印紙、ゆうパック、内容証明
- 貯金、為替、振替、振込、国際送金、外貨両替・トラベラーズチェック、国債、投資信託
- 生命保険、バイク自賠責保険、自動車保険
- ゆうちょ銀行ATM
- 「598-00xx」区域（泉佐野市内（泉州空港北を除く）および泉南郡田尻町内（泉州空港中を除く））の集配業務
- ゆうゆう窓口

## 周辺
- 泉佐野警察署
- 佐野簡易裁判所
- 国道26号

## アクセス
- 南海本線 泉佐野駅から徒歩約10分
- 関西空港自動車道 泉佐野ICから北東へ約2km、もしくは阪神高速湾岸線 泉佐野北出入口から南へ約2.5km
- 駐車場あり：28台